# Gethyllis lata
Gethyllis lata là một loài thực vật có hoa trong họ Amaryllidaceae. Loài này được L.Bolus mô tả khoa học đầu tiên năm 1932.